# ATB-Market
ATB-Market LLC (АТБ-Маркет) er en ukrainsk dagligvarekoncern. De driver et detailkoncern med 1.178 butikker og over 64.000 ansatte.
ATB-Market blev etableret i 1993 i Dnipro, som en koncern med 6 købmandskæder. I 1998 fik virksomheden sit nuværende navn ATB – en forkortelse for AgroTechBusiness.